# Scionomia sinuosa
Scionomia sinuosa är en fjärilsart som beskrevs av Alfred Ernest Wileman 1910. Scionomia sinuosa ingår i släktet Scionomia och familjen mätare. Inga underarter finns listade.